# Alberto Lorenzelli
Alberto Lorenzelli SDB (ur. 2 września 1953 w Isidro Casanova) – argentyński duchowny katolicki, salezjanin, biskup pomocniczy Santiago de Chile od 2019.

## Życiorys
Święcenia kapłańskie otrzymał 24 stycznia 1981 z rąk arcybiskupa Rosalio José Castillo Lara. Był m.in. przełożonym kilku włoskich inspektorii salezjańskich oraz inspektorem chilijskiej inspektorii. W latach 2018–2019 był kapelanem Departamentu Bezpieczeństwa i Obrony Cywilnej Gubernatoratu Państwa Watykańskiego oraz przełożonym klasztoru watykańskiego.
22 maja 2019 papież Franciszek mianował go biskupem pomocniczym archidiecezji Santiago de Chile, ze stolicą tytularną Sesta. Sakry biskupiej udzielił mu 22 czerwca 2019 osobiście papież.